# Wostocznyj (obwód kirowski)
Wostocznyj (ros. Восточный) – osiedle typu miejskiego w Rosji, w obwodzie kirowski, w rejonie omutnińskim. W 2010 liczyło 7237 mieszkańców.